# سرمسکا میتروویتسا
سرمسکا میتروویتسا (به صربی: Сремска Митровица) , (به انگلیسی: Sremska Mitrovica) شهری در استان خودمختار وویوودینا کشور صربستان است که جمعیت آن در سال ۲۰۰۶ میلادی ۳۹٫۳۶۰ نفر بوده‌است.

## جستارهای وابسته

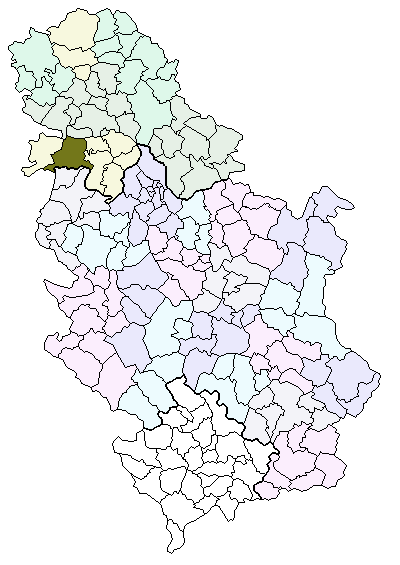